# کوپرینلوس میکاسئوس
کوپرینلوس میکاسئوس (نام علمی: Coprinellus micaceus) نام یک گونه رایج از قارچ‌ها از خانواده گردی‌قارچان است. این گونه بیشتر در کنار درختان سخت‌چوب یا روی ریشه درختان می‌روید. نام عمومی آنها میکا کپ (کلاه میکایی، با اشاره به میکا) یا شاینی کپ (کلاه براق) است.

## نگارخانه

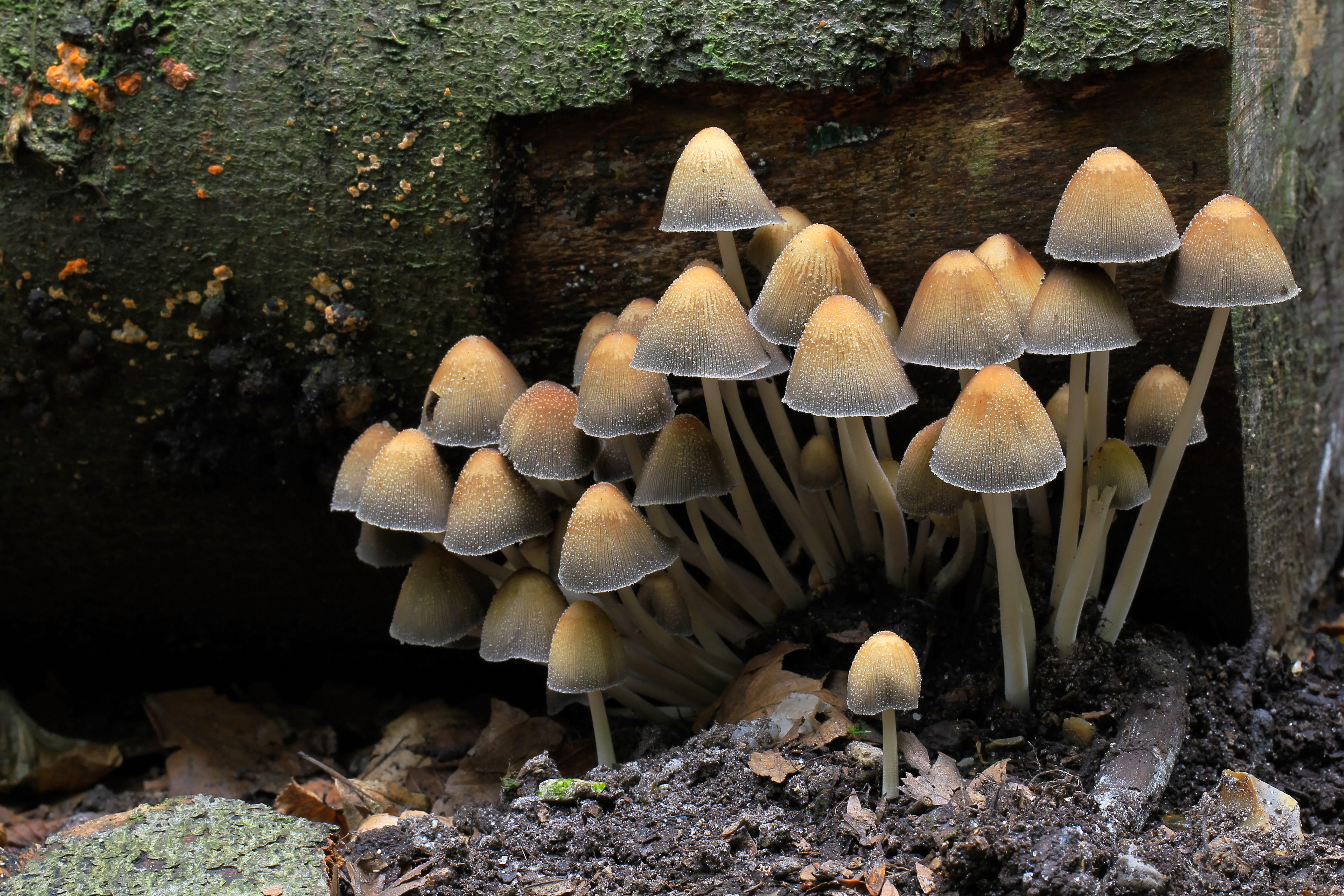
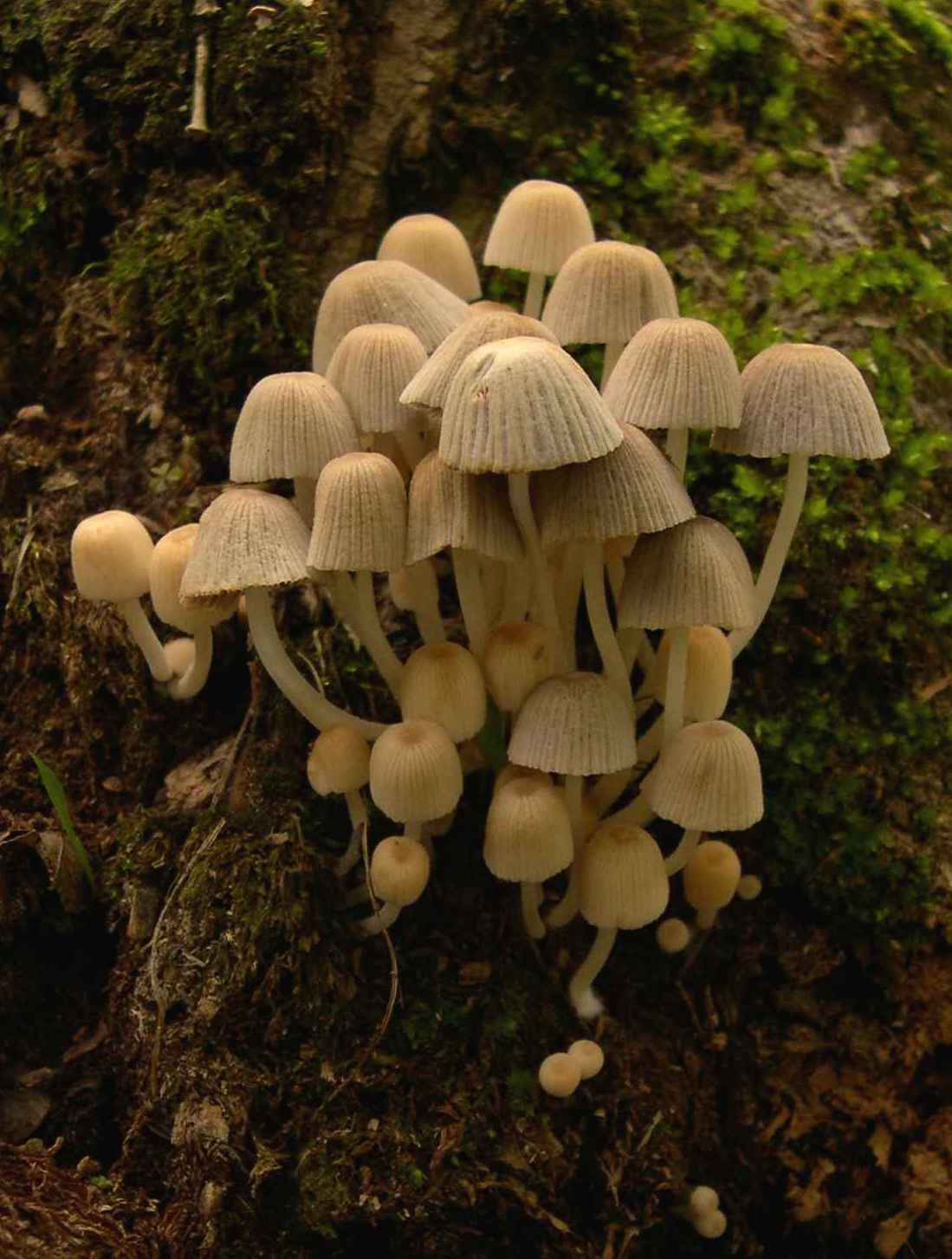
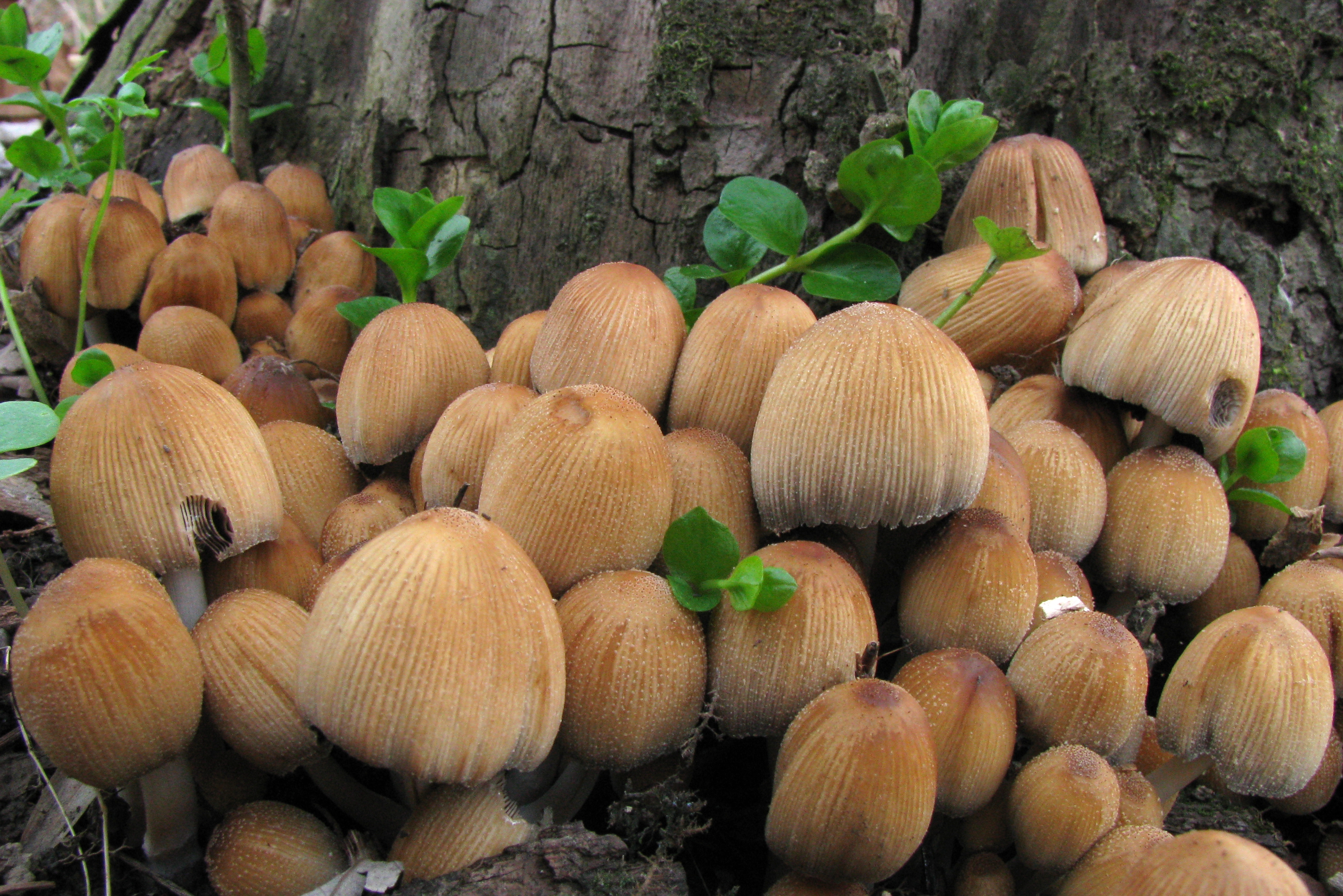